# Linda Lee Cadwell
Linda Lee Cadwell, ursprungligen Linda Emery, född 21 mars 1945 i Everett, Washington, är en amerikansk lärare och författare som tidigare var gift med skådespelaren Bruce Lee. Hon har därefter varit gift ytterligare två gånger.